# Emblema nacional da China
O emblema nacional da República Popular da China (em chinês: 中华人民共和国国徽) contém uma representação da porta de entrada da Cidade Proibida na Praça Tiananmen em Pequim, num círculo vermelho. Por cima desta representação estão cinco estrelas que se encontram também na bandeira da China. As cinco estrelas representam a união dos povos chineses. Algumas pessoas interpretam estas cinco estrelas como a união das cinco principais nacionalidades, enquanto que outras interpretam como as cinco principais classes sociais.
O círculo é rodeado por uma borda que contém espigas de arroz e de trigo, que simbolizam a filosofia maoísta de uma revolução da agricultura, assim como os agricultores. Na parte inferior encontra-se uma roda dentada que representa os operários industriais.
Estes elementos, no seu conjunto, foram concebidos para simbolizarem as lutas anti-imperialistas e antifeudais do povo chinês desde o Movimento do 4 de Maio, e da coligação dos prolietariados que fundaram a República Popular da China.
O emblema foi concebido pelo arquiteto Liang Sicheng. Foi oficializado como emblema nacional a 20 de setembro de 1950, pelo Governo Central do Povo.